# Seven de Australia 2010
El Seven de Australia de 2010 fue la séptima edición del torneo australiano de rugby 7, fue el quinto torneo de la temporada 2009-10 de la Serie Mundial Masculina de Rugby 7.
Se disputó en la instalaciones del Adelaide Oval de Adelaide.

## Fase de grupos

### Grupo A
| Equipo        | Encuentros | Encuentros | Encuentros | Encuentros | Tantos  | Tantos    | Tantos     | Puntos |
| Equipo        | jugados    | ganados    | empatados  | perdidos   | a favor | en contra | diferencia | Puntos |
| ------------- | ---------- | ---------- | ---------- | ---------- | ------- | --------- | ---------- | ------ |
| Nueva Zelanda | 3          | 3          | 0          | 0          | 104     | 7         | +97        | 9      |
| Argentina     | 3          | 2          | 0          | 1          | 40      | 71        | -31        | 7      |
| Tonga         | 3          | 1          | 0          | 2          | 39      | 52        | -10        | 5      |
| Escocia       | 3          | 0          | 0          | 3          | 14      | 67        | -53        | 3      |

Nota: Se otorgan 3 puntos al equipo que gane un partido, 2 al que empate y 1 al que pierda

### Grupo B
| Equipo    | Encuentros | Encuentros | Encuentros | Encuentros | Tantos  | Tantos    | Tantos     | Puntos |
| Equipo    | jugados    | ganados    | empatados  | perdidos   | a favor | en contra | diferencia | Puntos |
| --------- | ---------- | ---------- | ---------- | ---------- | ------- | --------- | ---------- | ------ |
| Sudáfrica | 3          | 2          | 1          | 0          | 90      | 12        | +78        | 8      |
| Samoa     | 3          | 2          | 1          | 0          | 99      | 29        | +70        | 8      |
| Japón     | 3          | 1          | 0          | 2          | 26      | 109       | -83        | 5      |
| Francia   | 3          | 0          | 0          | 3          | 27      | 92        | -65        | 3      |

### Grupo C
| Equipo             | Encuentros | Encuentros | Encuentros | Encuentros | Tantos  | Tantos    | Tantos     | Puntos |
| Equipo             | jugados    | ganados    | empatados  | perdidos   | a favor | en contra | diferencia | Puntos |
| ------------------ | ---------- | ---------- | ---------- | ---------- | ------- | --------- | ---------- | ------ |
| Gales              | 3          | 2          | 0          | 1          | 89      | 36        | +50        | 7      |
| Fiyi               | 3          | 2          | 0          | 1          | 74      | 24        | +50        | 7      |
| Kenia              | 3          | 2          | 0          | 1          | 53      | 33        | +20        | 7      |
| Papúa Nueva Guinea | 3          | 0          | 0          | 3          | 12      | 132       | -120       | 3      |

### Grupo D
| Equipo         | Encuentros | Encuentros | Encuentros | Encuentros | Tantos  | Tantos    | Tantos     | Puntos |
| Equipo         | jugados    | ganados    | empatados  | perdidos   | a favor | en contra | diferencia | Puntos |
| -------------- | ---------- | ---------- | ---------- | ---------- | ------- | --------- | ---------- | ------ |
| Australia      | 3          | 3          | 0          | 0          | 93      | 17        | +76        | 9      |
| Estados Unidos | 3          | 2          | 0          | 1          | 53      | 64        | –11        | 7      |
| Inglaterra     | 3          | 1          | 0          | 2          | 71      | 41        | +30        | 5      |
| Niue           | 3          | 0          | 0          | 3          | 12      | 107       | –95        | 3      |

## Fase Final

### Cuartos de final
| 21 de marzo | Nueva Zelanda | 19 - 24 | Samoa |  |  |

| 21 de marzo | Australia | 26 - 22 | Fiyi |  |  |

| 21 de marzo | Gales | 10 - 12 | Estados Unidos |  |  |

| 21 de marzo | Sudáfrica | 14 - 17 | Argentina |  |  |

### Semifinal
| 21 de marzo | Samoa | 26 - 12 | Australia |  |  |

| 21 de marzo | Estados Unidos | 28 - 12 | Argentina |  |  |

### Final
| 21 de marzo | Samoa | 38 - 10 | Estados Unidos |  |  |

| Bandera de Samoa       |
| Campeón Samoa          |
| 2º título del circuito |